# James Ford Murphy
James Ford Murphy est un responsable d’animation, scénariste, réalisateur, animateur et un musicien américain. Il a notamment été chef de l’animation sur Cars : quatre roues, Drôles d'oiseaux sur une ligne à haute tension et Martin et la Lumière fantôme. Il a aussi réalisé, écrit les scénarios, imaginé les histoires et composé les musiques des courts-métrages Lava et L'école de pilotage de Miss Fritter.

## Filmographie

### Réalisateur
- 2008 : L'école de pilotage de Miss Fritter
- 2014 : Lava
- 2021 : La Bataille des Crénaux

### Scénariste
- 2008 : L'école de pilotage de Miss Fritter
- 2014 : Lava

### Compositeur
- 2014 : Lava

### Animateur
- 1998 : 1 001 Pattes – character designer additionnel, animateur[2]
- 1999 : Toy Story 2 – animateur[3]
- 2000 : Drôles d'oiseaux sur une ligne à haute tension – responsable d'animation[4]
- 2001 : Monstres et Cie – animateur[5]
- 2002 : La Nouvelle Voiture de Bob – animateur[6]
- 2003 : Le Monde de Nemo – animateur[7]
- 2004 : Les Indestructibles – animateur[8]
- 2006 : Cars – responsable d'animation[9]
- 2006 : Martin et la Lumière fantôme – responsable d'animation[10]
- 2007 : Ratatouille – animateur[11]

### Assistant de production
- 2009 : Là-haut – assistant de production[12]
- 2012 : Rebelle – assistant de production[13]

## Jeux vidéo
- Torin's Passage – animateur principal (sous le nom de Jim Murphy)[14]